# Новота, Ян
Ян Новота (словац. Ján Novota; 29 ноября 1983, Матушково, Чехословакия) — словацкий футболист, выступавший на позиции вратаря. Сыграл 4 матча за национальную сборную Словакии.

## Карьера

### Карьера игрока
Новота начал карьеру игрока в молодёжном клубе своего родного городка «Матушково». Также за время выступления за молодёжные клубы он сыграл за галантский клуб Слован, а также в «Сенеце».
В 2002 году подписал трёхлетний контракт с клубом «Штурово».
В 2005 году он также подписывает трёхлетний контракт с клубом «Сенец», где играет 28 игр.
Летом 2008 года он переходит в клуб «ДАК 1904» из города Дунайска-Стреда, где играет два сезона. Его дебютный матч в составе новой команды состоялся 19 июля 2008 года против «Нитры», тогда его команда выиграла 2:1. В 2010 году был арендован в греческий клуб «Пансерраикос», но не сыграл там ни одного матча. Всего же за «ДАК» он сыграл более 50 матчей.
В 2011 году полсезона провёл за клуб «ДАК 1904», сыграв в нём 15 матчей.
После чего в июле 2011 года переходит в венский «Рапид». Дебют в новой команде состоялся 10 сентября 2011 в матче против «Маттерсбурга», тот матч завершился со счётом 1:1. В апреле 2014 года Новота побил клубный рекорд о количеству минут без прoпущенных голов — 623 минут, этот рекорд принадлежат Герберту Фейеру, который играл в сезоне 1982—1983 (527 минут). В сезоне 2014/15 играл в Лиги Европы, однако они не смогли пройти квалификацию.

### Выступление за сборную
Всего же за сборную Словакии Новота провёл 2 матча. Его дебют состоялся 23 мая 2014 года в матче против сборной Черногории, тогда он отстоял матч на ноль и его сборная победила — 2:0. Свой второй матч Новота сыграл в товарищеском матче против сборной Исландии. Матч состоялся 17 ноября 2015 года, и завершилась победой хозяев со счётом — 3:1.